# BS Большой Медведицы
BS Большой Медведицы (лат. BS Ursae Majoris) — двойная затменная переменная звезда типа Алголя (EA) в созвездии Большой Медведицы на расстоянии приблизительно 436 световых лет (около 134 парсеков) от Солнца. Видимая звёздная величина звезды — от +14m до +13,7m. Орбитальный период — около 0,437 суток (10,488 часов).